# 竣工决算
竣工决算是指建设项目全部竣工验收合格后编制的实际工程造价的经济文件。竣工决算可以反映该建设项目交付使用的固定资产及流动资产的详细情况，可以作为财产交接、考核建设项目使用成本及新增资产价值的依据，也是对该建设项目进行清产核资和后评估的依据。